# Jamki wirowe
Jamki wirowe – niewielkie zagłębienia na stropie, ścianach i dnie korytarzy jaskiń wytworzone przez burzliwie przepływającą wodę. Mają językowaty, asymetryczny kształt. Od strony płynącej wody ich brzegi są ostre, a jamka jest dość głęboka, natomiast na dolnej stronie (zaprądowej) jamka stopniowo wypłaszcza się i zanika. Dzięki temu można określić kierunek jakim płynęła woda w jaskini nawet długo po tym, gdy woda danym miejscem już nie płynie.
Jamki wirowe mają długość od kilku do kilkunastu cm. Są obserwowane również w osadach kopalnych jako odlewy na dolnej powierzchni ławic piaskowców (tzw. hieroglify).